# SkyTeam
SkyTeam — второй по величине авиационный альянс после Star Alliance, созданный 22 июня 2000 года. Альянс объединяет 20 авиакомпаний с четырёх континентов.

## История
- 2000 — Aeroméxico, Air France, Delta Air Lines, и Korean Air образовывают SkyTeam alliance 22 июня.
- 2001 — CSA Czech Airlines (25 марта) и Alitalia (27 июля) вступают в альянс.
- 2004 — 13 сентября присоединяются Continental Airlines, KLM Royal Dutch Airlines и Northwest Airlines. Их одновременное вступление стало крупнейшим в истории альянса. После этого SkyTeam опережает Oneworld и становится вторым по величине альянсом.
- 2005 — Несмотря на то, что CSA обещала помочь Malév Hungarian Airlines стать партнёром альянса, Malév решила вступить в Oneworld.
- 2006 — Аэрофлот вступил в альянс. Компании Middle East Airlines предложено стать партнёром альянса.
- 2007 — Air Europa, Copa Airlines, Kenya Airways 1 сентября становятся партнёрами альянса. China Southern Airlines вступает в SkyTeam 15 ноября и становится 11-м полноправным членом и первым перевозчиком из материковой части Китая, вступившим во всемирный авиаальянс.
- 2008 — Continental Airlines объявляет о намерении перейти в Star Alliance.
- 2009 — Continental Airlines и Copa Airlines официально вышли из состава альянса Sky Team 25 октября 2009 года.
- 2010 — Vietnam Airlines (10 июня) и TAROM (25 июня) вступили в альянс[1][2].
- 2010 — объявлено о вступлении в альянс авиакомпании China Airlines (Тайвань) в середине 2011 года[3].
- 2011 — China Eastern Airlines и её дочерняя авиакомпания Shanghai Airlines вступили в альянс SkyTeam 21 июня 2011 года.
- 2011 — China Airlines вступает в альянс SkyTeam 28 сентября 2011 года.
- 2012 — Saudi Arabian Airlines вступает в альянс SkyTeam 29 мая 2012 года[4].
- 2012 — Middle East Airlines вступает в альянс SkyTeam 28 июня 2012 года[5].
- 2012 — Aerolíneas Argentinas вступает в альянс SkyTeam 3 сентября (29 августа (противоречивые данные, даже в пресс-релизе SkyTeam)) 2012 года[6]. 21 ноября в альянс вошла Xiamen Air.
- 2014 — Garuda Indonesia вступает в альянс SkyTeam 5 марта и становится двадцатым полноправным участником.
- 2019 — China Southern вышла из альянса SkyTeam 1 января 2019 года.
- 2021 — 15 октября Alitalia прекратила деятельность и таким образом покинула альянс. Ее преемница, ITA Airways, вступила в альянс 29 октября.
- 2022 — в феврале 2022 года Delta и KLM прекратили действие код-шерингового соглашения с Аэрофлотом в связи с российским вторжением в Украину. 27 апреля Аэрофлот и SkyTeam объявили о приостановлении членства Аэрофлота в альянсе.
- 2024 — 1 сентября авиакомпания SAS вступает в альянс SkyTeam в качестве 20-го полноправного члена.[7]

## Члены альянса

### Полноправные и аффилированные члены
Участниками альянса SkyTeam являются следующие авиакомпании:
| Авиакомпания           | Дата вступления  | Аффилированные члены           |
| ---------------------- | ---------------- | ------------------------------ |
| Aerolíneas Argentinas  | 29 августа 2012  | Austral Líneas Aéreas          |
| Aeroméxico             | 22 июня 2000     | Aeroméxico Connect             |
| Air Europa             | 4 сентября 2007  | н/д                            |
| Air France             | 22 июня 2000     | CityJet                        |
| China Airlines         | 28 сентября 2011 | Mandarin Airlines              |
| China Eastern Airlines | 21 июня 2011     | Shanghai Airlines              |
| Czech Airlines         | 25 марта 2001    | н/д                            |
| Delta Air Lines        | 22 июня 2000     | Delta Connection Delta Shuttle |
| Garuda Indonesia       | 5 марта 2014     | н/д                            |
| ITA Airways            | 29 октября 2021  | н/д                            |
| Kenya Airways          | 4 сентября 2007  | н/д                            |
| KLM                    | 13 сентября 2004 | KLM Cityhopper                 |
| Korean Air             | 22 июня 2000     | н/д                            |
| Middle East Airlines   | 28 июня 2012     | н/д                            |
| Saudia                 | 29 мая 2012      | н/д                            |
| TAROM                  | 25 июня 2010     | н/д                            |
| Vietnam Airlines       | 10 июня 2010     | н/д                            |
| Virgin Atlantic        | 2 марта 2023     | н/д                            |
| Xiamen Air             | 21 ноября 2012   | н/д                            |
| SAS                    | 1 сентября 2024  | н/д                            |

### Членство временно приостановлено
| Авиакомпания | Дата вступления | Дата приостановки | Аффилированные члены |
| ------------ | --------------- | ----------------- | -------------------- |
| Aeroflot     | 14 апреля 2006  | 30 апреля 2022    |                      |

### Бывшие члены
| Авиакомпания            | Дата вступления  | Дата выхода     | Аффилированные члены |
| ----------------------- | ---------------- | --------------- | --- |
| Alitalia                | 27 июля 2001     | 15 апреля 2021  | Alitalia CityLiner |
| China Southern Airlines | 15 ноября 2007   | 31 декабря 2018 | - |
| Continental Airlines    | 13 сентября 2004 | 24 октября 2009 | Continental Connection → Cape Air → Colgan Air → CommutAir → Gulfstream International Airlines Continental Express → Chautauqua Airlines → ExpressJet Airlines Continental Micronesia |
| Northwest Airlines      | 13 сентября 2004 | 31 января 2010  | Northwest Airlink |

### Кандидаты на вступление
| Авиакомпания       | Кандидат с     | Аффилированные члены |
| ------------------ | -------------- | -------------------- |
| Uzbekistan Airways | 1 августа 2008 | н/д                  |

## Флот членов альянса
| Авиакомпания           | Кол-во самолетов | Дальнемагистральные | Среденемагистральные | Ближнемагистральные |
| ---------------------- | ---------------- | ------------------- | -------------------- | ------------------- |
| Aerolineas Argentinas  | 85               | 10                  | 75                   |                     |
| Aeroméxico             | 109              | 22                  | 87                   |                     |
| Air Europa             | 52               | 25                  | 27                   |                     |
| Air France             | 224              | 120                 | 104                  |                     |
| China Airlines         | 84               | 61                  | 23                   |                     |
| China Eastern Airlines | 619              | 99                  | 520                  |                     |
| Czech Airlines         | 2                | -                   | 2                    |                     |
| Delta Airlines         | 988              | 164                 | 824                  |                     |
| Garuda Indonesia       | 81               | 39                  | 42                   |                     |
| ITA Airways            | 100              | 24                  | 76                   |                     |
| Kenya Airways          | 34               | 9                   | 25                   |                     |
| KLM                    | 107              | 65                  | 42                   |                     |
| Middle East Airlines   | 23               | 4                   | 19                   |                     |
| Saudia                 | 165              | 106                 | 59                   |                     |
| SAS                    | 95               | 12                  | 59                   | 24                  |
| TAROM                  | 18               | -                   | 12                   | 6                   |
| Vietnam Airlines       | 92               | 29                  | 63                   |                     |
| Virgin Atlantic        | 44               | 44                  | -                    |                     |
| Xiamen Air             | 163              | 12                  | 149                  |                     |
| Всего:                 | 3083             | 845                 | 2208                 | 30                  |